# Gérard Nédellec
Gérard Nédellec, né le 5 août 1952 à Toulon, est un médecin militaire français. Médecin général des armées, il est directeur central du Service de santé des armées du 1er octobre 2009 au 17 octobre 2012, puis président du comité des chefs des services de santé militaires (en) de l'OTAN du 1er décembre 2012 au 18 novembre 2015.

## Biographie

### Formation
Fils d'un militaire, Gérard Nédellec effectue une partie de sa scolarité au Lycée naval de Brest de 1966 à 1969. Il entre ensuite à l'École du service de santé des armées de Bordeaux en 1969 et soutient sa thèse de doctorat en médecine en juin 1976 sur Le syndrome dermo-respiratoire. Il sort major de sa promotion en octobre 1976. Il entre ensuite l'École d'application du Service de santé de l'armée de terre au Val-de-Grâce puis à l'École du Pharo.

### Carrière militaire
À la sortie du Pharo, Gérard Nédellec est nommé médecin-chef de la circonscription médicale de Chépénéhé à Lifou en Nouvelle-Calédonie de 1977 à 1980. Il est ensuite affecté au 2e régiment d'hélicoptères de combat en Allemagne, sur la base aérienne 136 Friedrichshafen jusqu'au 31 août 1981.
Il effectue ensuite un parcours au sein des hôpitaux d'instruction des armées (HIA) : d'abord à l'hôpital Clermont-Tonnerre de Brest à partir du 1er septembre 1981, puis au service d'hématologie du Val-de-Grâce à Paris, en tant que chef adjoint à partir du 1er mai 1988. De 1990 à 1991, pendant la guerre du Golfe, il participe à l'opération Daguet en tant que médecin-chef de la section d'hospitalisation,. Il est reçu à l'agrégation de médecine interne en 1993 et est nommé professeur agrégé en 1994.
Gérard Nédellec devient chef du service d'hématologie de l'Hôpital d'instruction des armées du Val-de-Grâce le 11 septembre 1995. A ce titre, il assure le transfert de son service vers l'Hôpital d'instruction des armées Percy rénové en 1996,. Il est promu médecin chef des services de classe normale le 1er septembre 2002.
En 2004, il devient chef du bureau « politique hospitalière » de la direction centrale du Service de santé des armées. Un an plus tard, le 1er octobre 2005, il est nommé sous-directeur chargé des hôpitaux d'instruction des armées et est promu médecin général à la même date. Il devient ensuite médecin-chef (directeur) de l'hôpital d'instruction des armées Sainte-Anne à partir du 1er octobre 2007, avec promotion au grade de médecin général inspecteur,.

### Directeur central du Service de santé des armées
Gérard Nédellec est nommé directeur central du Service de santé des armées et élevé aux rang et appellation de médecin général des armées à compter du 1er octobre 2009. Il succède au médecin général des armées Bernard Lafont.
Sa première année en tant que directeur central est marquée par un rapport très critique de la Cour des comptes sur le fonctionnement du Service de santé des armées,. Il doit en conséquence « améliorer la performance du Service », et notamment celle des hôpitaux militaires, après s'en être expliqué lors d'une audition devant la Commission de la Défense nationale et des Forces armées de l'Assemblée nationale.
Au cours de son commandement, la Service de santé des armées est également engagé dans le conflit afghan et s'occupe au nom de l'OTAN de la mise en place et de la direction de l'hôpital médico-chirurgical de Kaboul (« rôle 3 ») à partir de mars 2010,,. Il se rend à plusieurs reprises sur les théâtres d'opération, notamment en 2010 en Afghanistan et en mars 2012 au Tchad. En outre, il doit créer les Centres médicaux des armées (CMA) dans le cadre des préconisations du Livre blanc sur la défense et la sécurité nationale 2008. Le 2 juillet 2001, il inaugure enfin et remet son drapeau à la nouvelle École de santé des armées, qui prend la suite de l'École du service de santé des armées de Bordeaux et de l'École du service de santé des armées de Lyon-Bron,.
Il quitte la direction centrale du Service de santé des armées le 17 octobre 2012. Le médecin général des armées Jean-Marc Debonne lui succède.

### Président du comité des chefs des services de santé militaires de l'OTAN
Après une brève période comme chargé de mission auprès du chef d'état-major des armées, Gérard Nédellec est nommé président du comité des chefs des services de santé militaires (en) (COMEDS) de l'OTAN à compter du 1er décembre 2012. Cela fait de lui la plus haute autorité médicale de l'Alliance atlantique, chargé du développement des capacités de soutien médical de l'Alliance,.
Admis en 2e section le 1er janvier 2014, il quitte la présidence du COMEDS le 18 novembre 2015 et prend sa retraite.

## Grades militaires
- 1er septembre 2002 : médecin chef des services de classe normale[6].
- 1er octobre 2005 : médecin général (avec rang et prérogatives de général de brigade)[7].
- 1er octobre 2006 : médecin chef des services hors classe[24].
- 1er octobre 2007 : médecin général inspecteur(avec rang et prérogatives de général de division)[8].
- 1er octobre 2009 : médecin général des armées (avec rang et prérogatives de général de corps d'armée)[10].

## Décorations
|  |  |  |
|  |  |  |
|  |  |  |

### Intitulés
- Commandeur de la Légion d'honneur en 2012[25] (officier en 2006[26], chevalier en 1997[27]).
- Officier de l'ordre national du Mérite en 2002[28] (chevalier en 1991[28]).
- Croix de guerre des Théâtres d'opérations extérieurs avec une étoile de bronze (une citation).
- Croix du combattant
- Médaille d'Outre-Mer
- Médaille de reconnaissance de la Nation
- Médaille d'honneur du service de santé des armées
- Médaille de la libération du Koweït (Arabie Saoudite).
- Médaille de la libération du Koweït (Koweït).